# The Renegade (wrestler)
Richard Wilson, detto Rick Wilson (Marietta, 19 ottobre 1965 – Atlanta, 23 febbraio 1999), è stato un wrestler statunitense.
Wilson è principalmente ricordato per i suoi trascorsi tra il 1995 e il 1998 nella World Championship Wrestling, federazione nella quale ha interpretato la gimmick di The Renegade, una copia del personaggio di The Ultimate Warrior della World Wrestling Federation.

## Carriera
Richard Wilson, dopo un periodo di allenamento con il veterano Killer Kowalski, debuttò nel mondo del wrestling professionistico nel 1992, con il ring name Rick Williams, militando nella federazione giapponese nota come WAR.
Nel 1995 firmò un contratto con la World Championship Wrestling. All'epoca Hulk Hogan e Randy Savage, le due principali stelle della compagnia, erano coinvolti in una faida con Ric Flair e Vader. In previsione del pay-per-view Uncensored, Hogan iniziò a dichiarare di avere in serbo una sorpresa e mostrò la silhouette di un uomo dalla figura molto simile a quella del suo vecchio rivale Ultimate Warrior, lasciando intendere che il wrestler fosse arrivato in WCW. Tuttavia il 19 marzo, ad Uncensored, l'alleato di Hogan si rivelò essere Wilson, introdotto come The Renegade, una gimmick identica a quella di Warrior.
Poco tempo dopo il suo debutto, Renegade acquisì Jimmy Hart come manager e ben presto sconfisse numerosi heel facendo uso di movenze, look, mosse, e musica d'entrata che ricordassero molto da vicino The Ultimate Warrior. Il 18 giugno 1995, Renegade sconfisse Arn Anderson vincendo la cintura di World Television Championship a The Great American Bash, suo primo ed unico titolo vinto in WCW. Il mese seguente a Bash at the Beach, Renegade sconfisse "Mr. Wonderful" Paul Orndorff difendendo la cintura per la prima volta. Meno di un mese dopo, a Clash of the Champions XXI, Renegade sconfisse nuovamente Orndorff nel rematch ufficiale. Tuttavia, qualche mese dopo, il vero Ultimate Warrior apparve su svariate riviste di wrestling smentendo le voci che Wilson fosse Ultimate Warrior, e definendolo una spudorata imitazione di seconda mano. Di conseguenza, la popolarità di Renegade iniziò a scemare e successivamente egli perse il World Television Title contro Diamond Dallas Page (il 17 settembre a Fall Brawl). Perse poi contro Orndorff nel corso di una puntata di WCW Main Event, venendo battuto in meno di due minuti. Il 6 novembre a Nitro, dopo aver perso anche contro Kevin Sullivan, venne abbandonato dal suo manager Jimmy Hart che lo insultò gettandogli dell'acqua sul viso in modo da togliergli la pittura da guerra per poi urlargli: «You're not a Renegade! You're just plain Rick!»
Wilson riapparve in televisione con un nuovo trucco facciale il 26 febbraio 1996 durante una puntata di Nitro, perdendo un match contro Lex Luger. Dopo aver lottato sporadicamente in qualche house show, Renegade tornò a luglio a Nitro, dove insieme a Joe Gomez e The Rock 'n' Roll Express perse contro i Four Horsemen. Dopo aver partecipato alla battle royal di World War 3, vinta da The Giant, Renegade formò un tag team con Joe Gomez, che però non riscosse alcun successo. All'inizio del 1997, Renegade effettuò un turn heel diventando uno dei "cattivi" per la prima volta in carriera sperando di far recuperare popolarità al suo personaggio. Egli rimase però un jobber combattendo sporadicamente a Nitro, Thunder, e Saturday Night. Dopo una pausa di cinque mesi, tornò il 12 agosto a Saturday Night perdendo contro il wrestler messicano Super Caló. Disputò l'ultimo match in WCW il 7 dicembre 1998 durante una puntata di Nitro, venendo sconfitto da Wrath. Poco dopo venne licenziato dalla WCW.

## Morte
Il 23 febbraio 1999, la polizia fu chiamata nella residenza di Wilson ad Atlanta, in Georgia, per segnalazioni di disordini. È stato rivelato che Wilson ha litigato con la sua ragazza prima di andare in cucina e tirare fuori una pistola calibro .380, sparandosi alla testa. Wilson è stato ricoverato in ospedale, dove è stato dichiarato morto, e la sua morte è stata dichiarata suicidio. Aveva 33 anni quando morì.

## Nel wrestling

### Mosse finali
- Diving splash

### Manager
- Jimmy Hart

### Soprannomi
- "Lord of the Jungle"

## Titoli e riconoscimenti
- Pro Wrestling Illustrated
  - 245º tra i 500 migliori wrestler singoli nella PWI 500 (1995)
- World Championship Wrestling
  - WCW Television Championship (1)
- Wrestling Observer Newsletter
  - Worst Wrestler (1995)